# Marc Sway
Marc Sway, cujo nome de batismo é Stefan Marc Bachofen (Männedorf, 25 de junho de 1979), é um cantor e músico suíço. Com carreira consolidada e quatro álbuns lançados, desde janeiro de 2013 Sway também é jurado e instrutor de canto do show de talentos The Voice of Switzerland.

## Primeiros anos

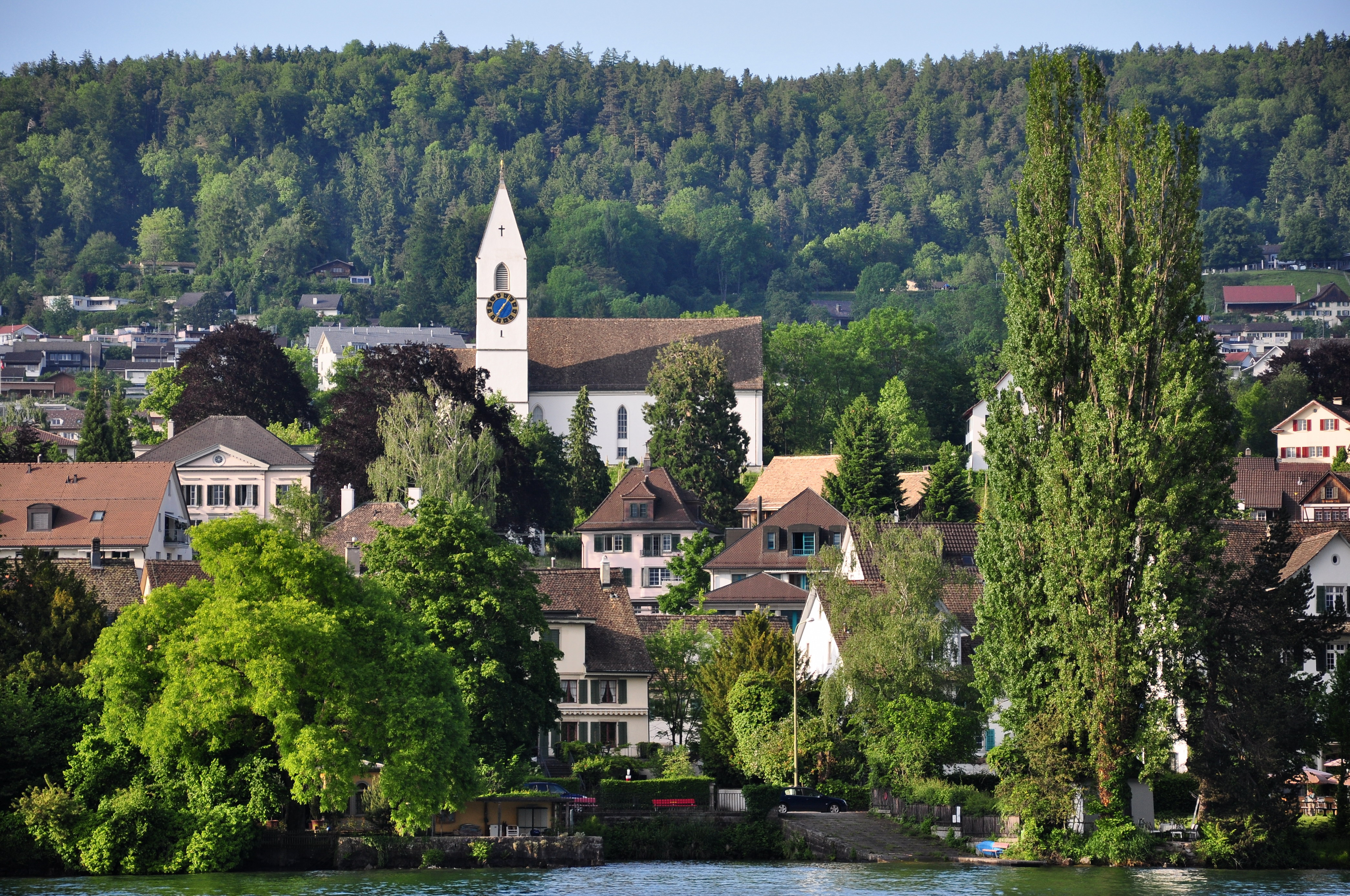
Männedorf, vila natal do cantor, vista a partir do lago de Zurique.

Filho do músico suíço René Bachofen e da professora de dança Inês Lopes, baiana criada no Rio de Janeiro, Sway nasceu e viveu até o início da idade adulta em Männedorf, povoado com pouco mais de dez mil habitantes próximo a Zurique, Suíça. O cantor cresceu num lar multicultural e bilíngue alemão–português, línguas as quais fala fluentemente, além do inglês, sua língua comercial.
Em casa, Sway teve contato íntimo com a música, visto que seu pai é cantor de rock e blues e toca flauta transversal e saxofone em uma banda de rock. Sendo assim, durante a infância e a adolescência o cantor foi tanto influenciado pelo rock quanto por estilos brasileiros, como o samba e a bossa nova.
Sobre essa influência musical, após entrevistá-lo, o portal de notícias Swissinfo publicou:
«Apesar de empregar a linguagem universal do rock, Marc Sway não consegue se desprender das suas origens. Seu maior sonho seria realizar um disco de bossa-nova cantado em português. Porém seus empresários aconselham o jovem cantor a concentrar seus esforços na carreira européia. (...) No meio da entrevista, Marc sonha em voz alta e lembra que tem também um outro sonho: tocar para o público brasileiro. Com toda certeza a juventude estaria interessada em conhecer um ídolo pop europeu que não só fala português, como também domina muito bem instrumentos tão nativos como violão, pandeiro e cuíca.»
Após completar o ensino secundário, Sway fez curso técnico de propaganda e trabalhou por três anos numa agência de publicidade, o que mais tarde se mostrou muito útil à sua carreira musical.

## Carreira
Na adolescência Marc Sway fez parte de um coral gospel no qual pôde ter as primeiras experiências musicais na prática. Com 16 anos, teve a possibilidade de cantar no Festival de Jazz de Montreux junto com Julinho Martins e sua banda. Depois, junto com seu professor de canto, Denis Roshart, outros músicos e seu pai montou a banda «Just for Fun», na qual adquiriu novas experiências. Aos 17 anos, o cantor ganhou seu primeiro concurso de talento.
Em 2002 Sway finalmente consegue seu primeiro contrato, assinado com a gravadora BMG Ariola, em Munique. Seu álbum de estreia, «Marc's Way», é lançado em julho de 2003 e fica nas paradas suíças de álbuns por seis semanas. A balada título, Natural High, é tão tocada pelas rádios da Alemanha que o cantor entra nas «10 Mais» das paradas musicais desse país. Com o sucesso, Sway concede entrevistas e é tema de reportagens para publicações como Bravo, Bild, Gala e Blick, bem como faz aparições em vários programas suíços, alemães e austríacos. O single Ready for the Ride chega à sexagésima-sétima posição (67ª) das «100 Mais» das paradas suíças.
Em 2006, o cantor interpreta — junto com Daniel Kandlbauer, Kisha e Tanja Dankner — a música oficial da Associação Olímpica Suíça para o Jogos Olímpicos de Inverno de 2006 de Turim, Itália. A canção intitulada We're on Fire alcança em janeiro de 2006 a vigésima-nona (29ª) posição das paradas de sucesso helvéticas. No mesmo ano, Sway toma parte em Der Match, reality show exibido pela Rádio e Televisão Suíça alemã.
Em 2007 a canção Hemmigslos Liebe, composta por ele em dialeto suíço-alemão e cantada em dueto com Fabienne Louves, cantora que participou do show de talentos suíço MusicStar, de 2007, é lançada e vai direto para a sétima posição das paradas suíças, permanecendo por semanas como uma das «100 Mais».
Em 2008 Sway lança o single Severina, canção que compôs para sua esposa, Severine. A música chega à décima posição das paradas helvéticas. A partir do verão de 2008 a canção é tocada em mais de cem concertos. Seu segundo álbum, «One Way», também alcança posição de destaque nas paradas do país ao ficar entre as «100 Mais». Em 2009 Severina é indicada ao Swiss Music Awards na categoria «melhor música suíça».
Desde janeiro de 2013, Sway é jurado e instrutor de canto no show de talentos The Voice of Switzerland, dividindo a banca de jurados com a cantora Stefanie Heinzmann, o rapper Stress e o músico e compositor Philipp Fankhauser.
Em 2014 ele lançou a música I Can See the World no Ballon D'Or 2014, cerimônia de premiação dos melhores do futebol da FIFA. Para o mesmo ano, o intérprete pretende lançar seu quinto álbum, Black & White, o qual reflete sua herança étnico-cultural.

## Vida pessoal
Desde 2006 o cantor é casado com Severine Bhend, com quem tem duas filhas. A atriz Carmen Lopes-Sway, além de ser sua backing vocal, é também sua irmã.

## Discografia

### Álbums
- 2003 – Marc's Way
- 2008 – One Way
- 2010 – Tuesday Songs
- 2012 – Soul Circus[2]

### Singles
- 2003 – Natural High
- 2003 – Ready for the Ride
- 2006 – We're on Fire (Marc Sway, Daniel Kandlbauer, Kisha & Tanja Dankner)
- 2007 – Hemmigslos liebe (Fabienne Louves & Marc Sway)
- 2008 – Severina
- 2010 – Losing
- 2011 – Din Engel
- 2012 – Non, Non, Non
- 2014 – Feel the same